# Roberto Baronio
Roberto Baronio (Manerbio, 11 de dezembro de 1977) é um ex-futebolista profissional e treinador de futebol italiano que atuava como meio-campista.

## Carreira
Atuou toda sua carreira em times da Itália, tendo destaque para a longa passagem pela Lazio, que durou 14 anos (embora tivesse jogado apenas 33 vezes no período, marcando 1 gol) e diversos empréstimos para times da Serie A, como Fiorentina, Brescia, Chievo e Udinese. Jogou também por Vicenza, Reggina e Perugia. Ele chegou a ser oferecido por empréstimo ao Levante, mas Baronio recusou jogar no clube espanhol, pois queria garantir seu espaço na Lazio.
Pela Seleção Italiana, disputou apenas um jogo em 2005, contra o Equador. Cinco anos antes, havia integrado o elenco que disputou as Olimpíadas de Sydney.
Seu último clube foi o Atlético Roma, pelo qual atuou entre 2010 e 2011 (17 partidas e um gol). Com a falência da equipe, encerrou a carreira aos 33 anos.